# Wilfred Petersen
Wilfred Petersen (1905-1981) var en dansk nazist. I 1932 brød han ud af DNSAP, hvor han var leder af partiets afdeling i København. Nu stiftede han Dansk Socialistisk Parti, der fik egne stormtropper, Nordiske Legioner. En primær årsag til bruddet mellem Petersen og DNSAP var, at sidstnævnte ifølge Petersen ikke prioriterede antisemitismen højt nok.
Under besættelsen af Danmark var Petersen leder af terrorgrupper og aktiv i bekæmpelsen af den danske modstandsbevægelse.
I 1937 skulle Wilfred Petersen have stået bag et bombeattentat mod forsvarsminister Alsing Andersens villa. Han meldte sig ind i Dansk Folkeparti i 1941, hvor han kortvarigt var organisatorisk leder. Han var modstander af og førte propaganda mod blandt andet medlemmer af DNSAP og dets formand Frits Clausen. Under retsopgøret betegnede anklagemyndigheden Petersen som en begavet psykopat.